# Wolfsthal
Wolfsthal es una localidad del distrito de Bruck an der Leitha, en el estado de Baja Austria, Austria, con una población estimada a principio del año 2018 de 1032 habitantes. 
Se encuentra ubicada al este del estado, a unos 45 km al sureste de Viena y al oeste de la frontera con el estado de Burgenland.La esta emplazada cerca de las costas del rio Danubio próxima a la frontera con Eslovaquia.